# كارولين جونز يونغ
كارولين جونز يونغ (بالإنجليزية: Carolyn Jones-Young) مواليد 29 يوليو 1969 في باي سبرينغز، هي لاعبة كرة سلة أمريكية سابقة. بدأت مسيرتها الاحترافية في سنة 1999. تم اختيارها من قبل فريق نيويورك ليبرتي خلال الدرافت. وحملت الرقم 12. يبلغ طولها 5 قدم 9 بوصة (1.8 م). شاركت في دورة الألعاب الأولمبية الصيفية سنة 1992. حققت المركز الأول في كأس العالم لكرة السلة للسيدات 1990. اعتزلت اللعب في 2002.

## الميداليات
| الميدالية | المسابقة                           |
| --------- | ---------------------------------- |
| ذهبية     | كأس العالم لكرة السلة للسيدات 1990 |
| برونزية   | الألعاب الأولمبية الصيفية 1992     |

## روابط خارجية
- كارولين جونز يونغ على موقع الاتحاد الدولي لكرة السلة (الإنجليزية)
- كارولين جونز يونغ على موقع الاتحاد الوطني لكرة السلة النسائية (الإنجليزية)
- كارولين جونز يونغ على موقع كلية كرة السلة في سبورتس رفرنس.كوم (الإنجليزية)
- كارولين جونز يونغ على موقع بروبوليرز (الإنجليزية)
- كارولين جونز يونغ على موقع سبورتس رفرنس (الإنجليزية)
- كارولين جونز يونغ على موقع سبورتس رفرنس (الإنجليزية)
- كارولين جونز يونغ على موقع أوليمبيديا (الإنجليزية)